# Grafton Notch State Park
Der Grafton Notch State Park ist mit einer Größe von 1259 Hektar einer der größten State Parks im US-Bundesstaat Maine. 

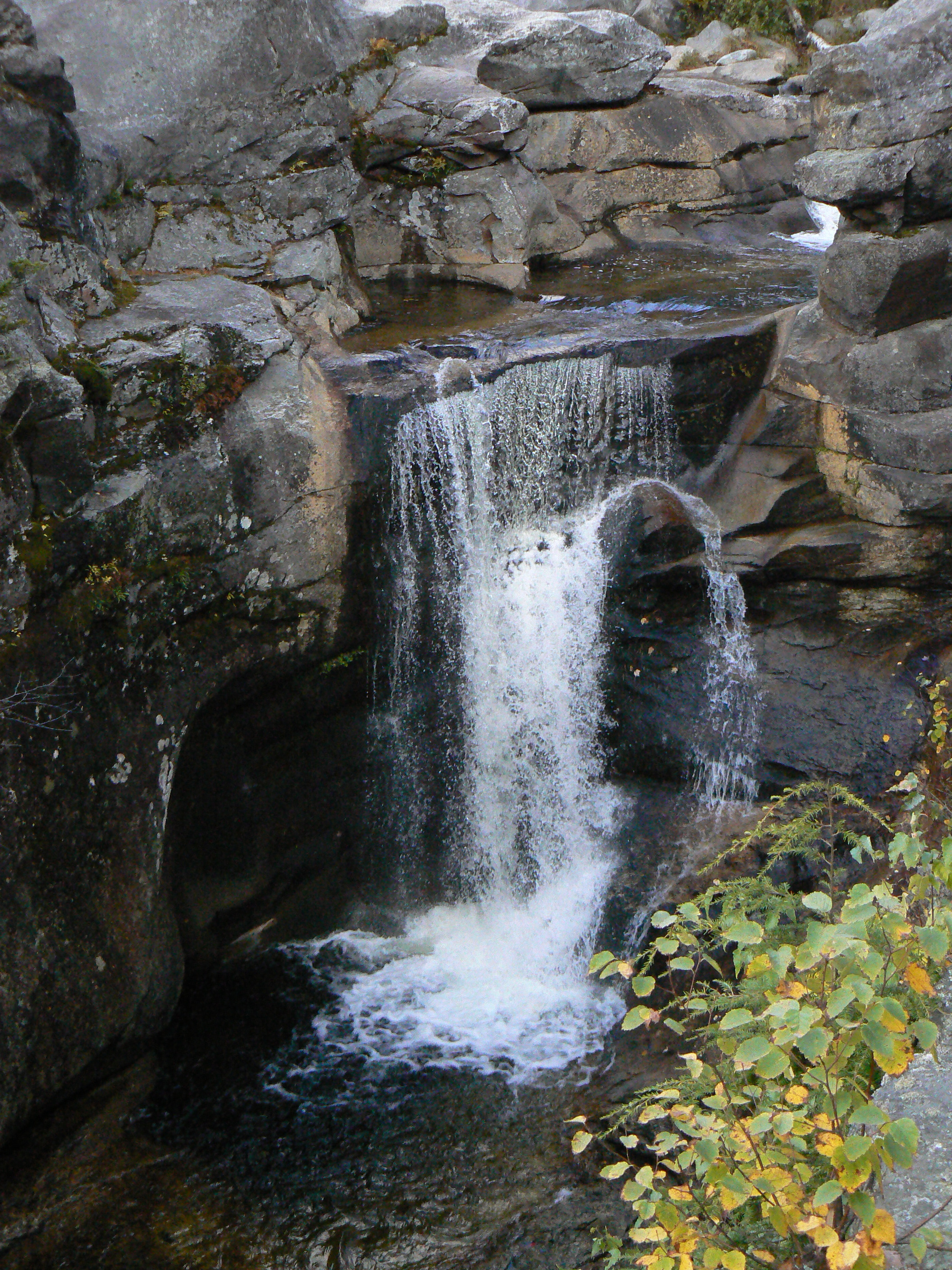
Screw Auger Falls

## Geographie
Der Park liegt im Oxford County im Westen Maines in der Mahoosuc Range an der State Route 26 zwischen Newry und Upton. Die Grafton Notch ist ein klassisches Beispiel für ein durch die letzte Eiszeit U-förmig geformtes Tal (engl. Notch). Das Parkgebiet ist rau und unerschlossen, der höchste Berg im Park ist der 1271 Meter hohe Old Speck Mountain. Die bekanntesten Wasserfälle im Park sind die 13 Meter hohen Screw Auger Falls des Bear River. An den Park grenzt das Mahoosuc Public Land, eine 4043 Hektar große Ecological Reserve.

## Flora und Fauna
Der Park ist dicht mit Tannen und Fichten bewaldet. Im Park leben Weißwedelhirsche, Schwarzbären und Moorhühner. Der Park ist Teil des Maine Birding Trail. In den Flüssen und Bächen kommen Bachsaiblinge vor.

## Touristische Nutzung

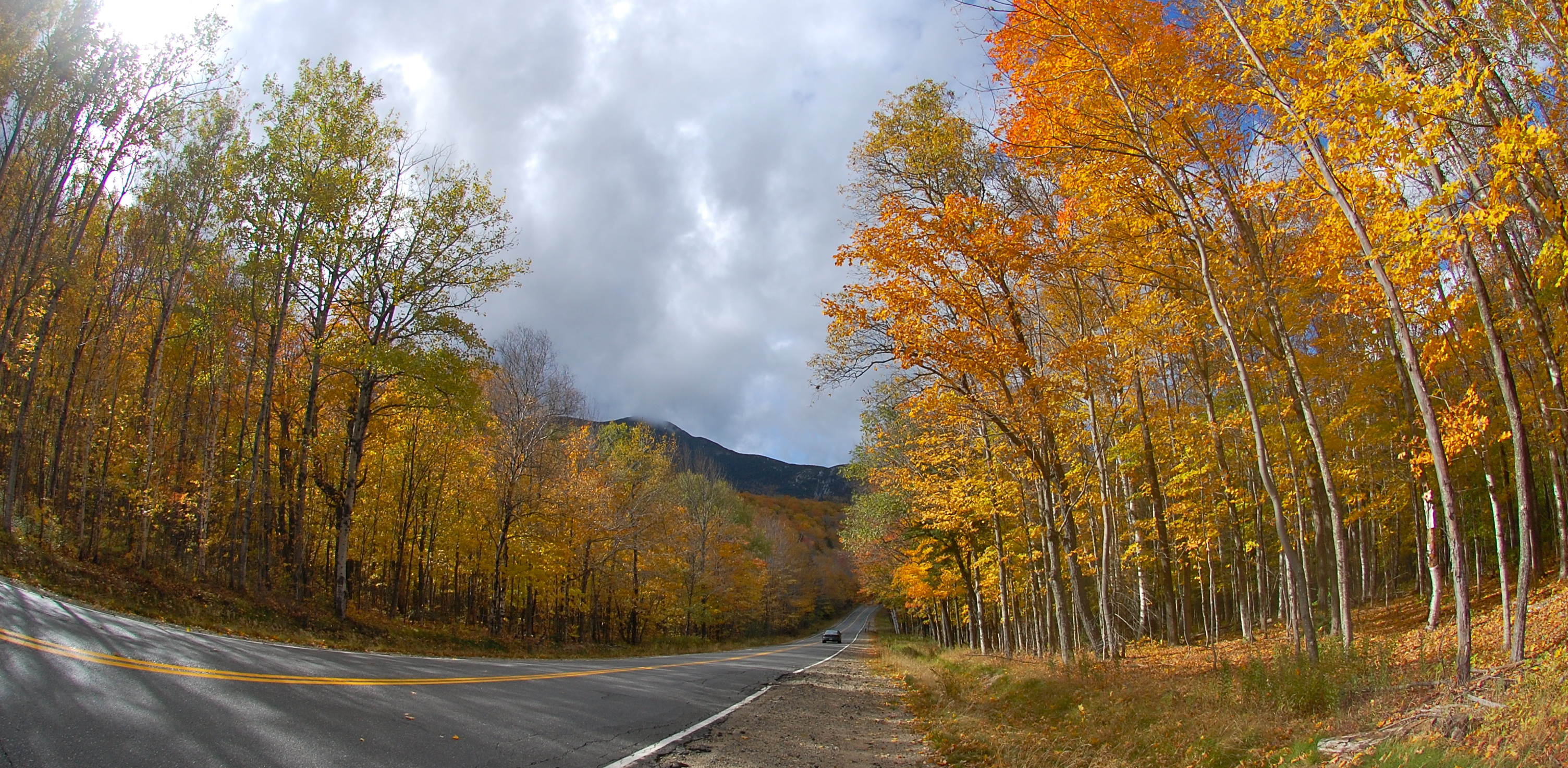
Grafton Notch State Park

Der Park wird durch die State Road 26 als Grafton Notch Scenic Byway erschlossen, von dem zahlreiche Wanderwege abzweigen. An der Straße im nördlichen Parkgebiet liegt das Spruce Meadow Picnic Area. Durch den Park verlaufen 19 Kilometer des Appalachian Trail.
Durch das Mahoosuc Public Land führen weitere Wanderwege, teilweise wird das Gebiet jedoch für nachhaltige Holzwirtschaft genutzt. Im Winter werden im Park Langlaufloipen gespurt, daneben ist der Park und das Public Land bei Schneeschuhwanderern und Schneemobilfahrern beliebt.